# Fransenflügler
Fransenflügler (Thysanoptera), auch Thripse oder Blasenfüße genannt, sind eine Ordnung in der Klasse der Insekten. Den Namen Fransenflügler tragen sie wegen der Haarfransen an den Flügelrändern. Es gibt weltweit etwa 5.500 bekannte Arten, von denen etwa 400 in Mitteleuropa und 230 in Deutschland vorkommen.

## Bezeichnung
Der wissenschaftliche Name Thysanoptera setzt sich aus zwei griechischen Wörtern zusammen: θύσανος thysanos „Franse“ und πτερόν pteron „Flügel“. Der Name „Blasenfüße“ (Physopoda) bezieht sich auf eine lappenartig verbreiterte Struktur an den Endgliedern der Füße (Arolium). Diese kann durch Druckerhöhung ballonartig ausgestülpt werden und wird von einer Drüse mit Flüssigkeit benetzt; sie dient so als Haftapparat an glatten Oberflächen.
Umgangssprachlich oder regional sind für Fransenflügler verschiedene Bezeichnungen wie Gewitterfliegen, Gewittertierchen, Gewittertiere, Gewitterwürmchen oder Schwarze Fliege gebräuchlich. In alten Texten finden sich auch heute nicht mehr gebräuchliche mundartliche Bezeichnungen, etwa Putsigel (ostfränkisch), Gnidd, Gnurrt oder Gnudd in Ostfriesland, Hommelmösche oder Flimmerchen im Rheinland, Wettergeisterlein im Sudetenland oder Knaulpanne in Friesland.

## Merkmale

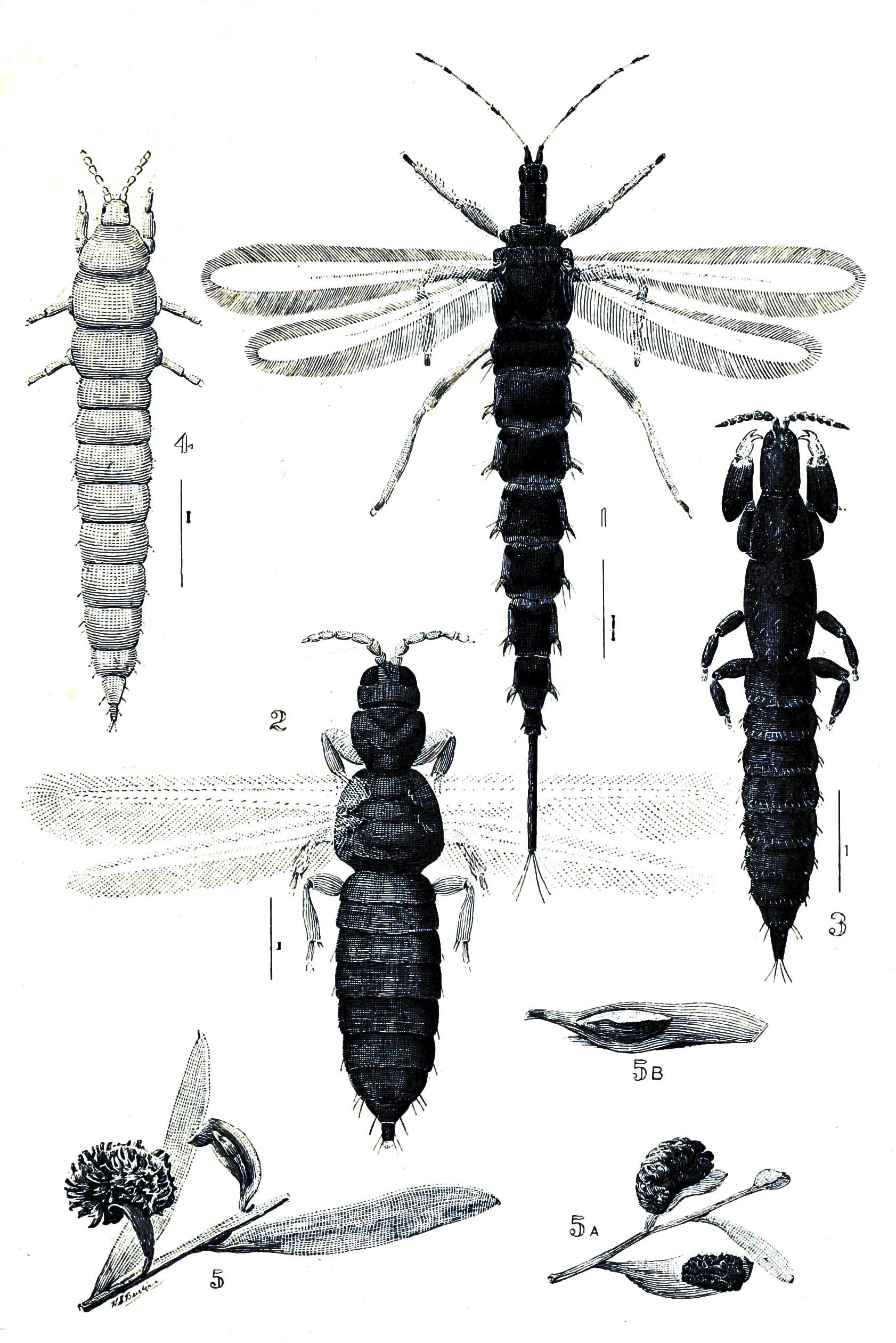
Vier Thripsarten und von Thripsen erzeugte Pflanzengalle, Tafel aus Walter W. Froggatt: Australian Insects

Fransenflügler sind in der Regel zwischen einem und drei Millimeter groß, langgestreckt und haben stark abgewandelte Mundwerkzeuge mit stark asymmetrischen Mandibeln, die zum Stechen und Saugen überwiegend an Pflanzen dienen. Die erwachsenen Tiere besitzen vier schmale Flügel, fliegen aber aktiv kaum (weniger als Weiße Fliegen); viele Arten sind sogar flügellos. Die Larven sind durchscheinend und hellgrün.

### Äußere Anatomie

#### Kopf

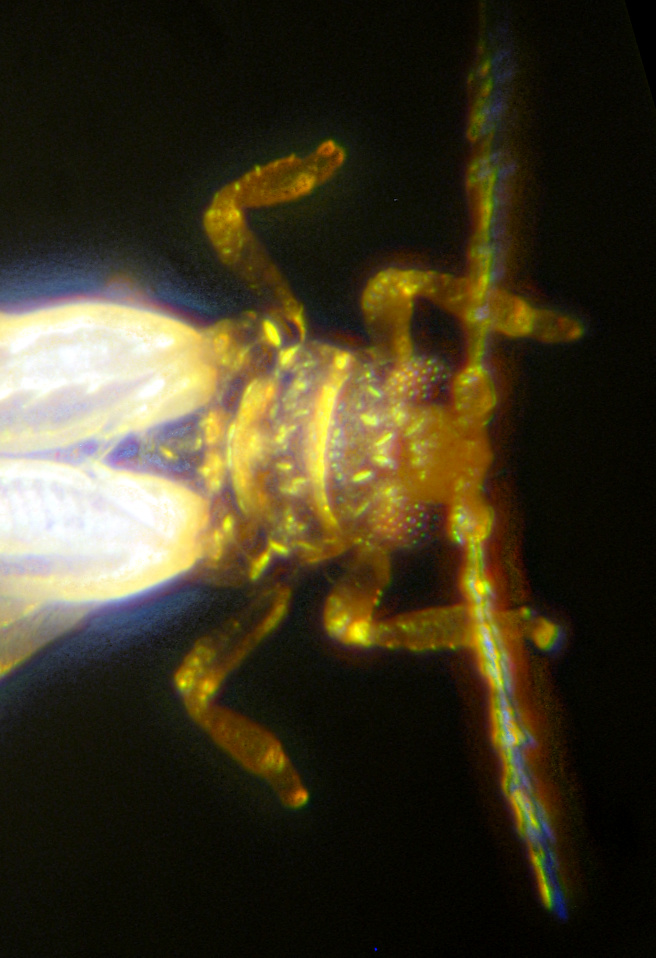
Vorderer Körper eines Thripses von oben

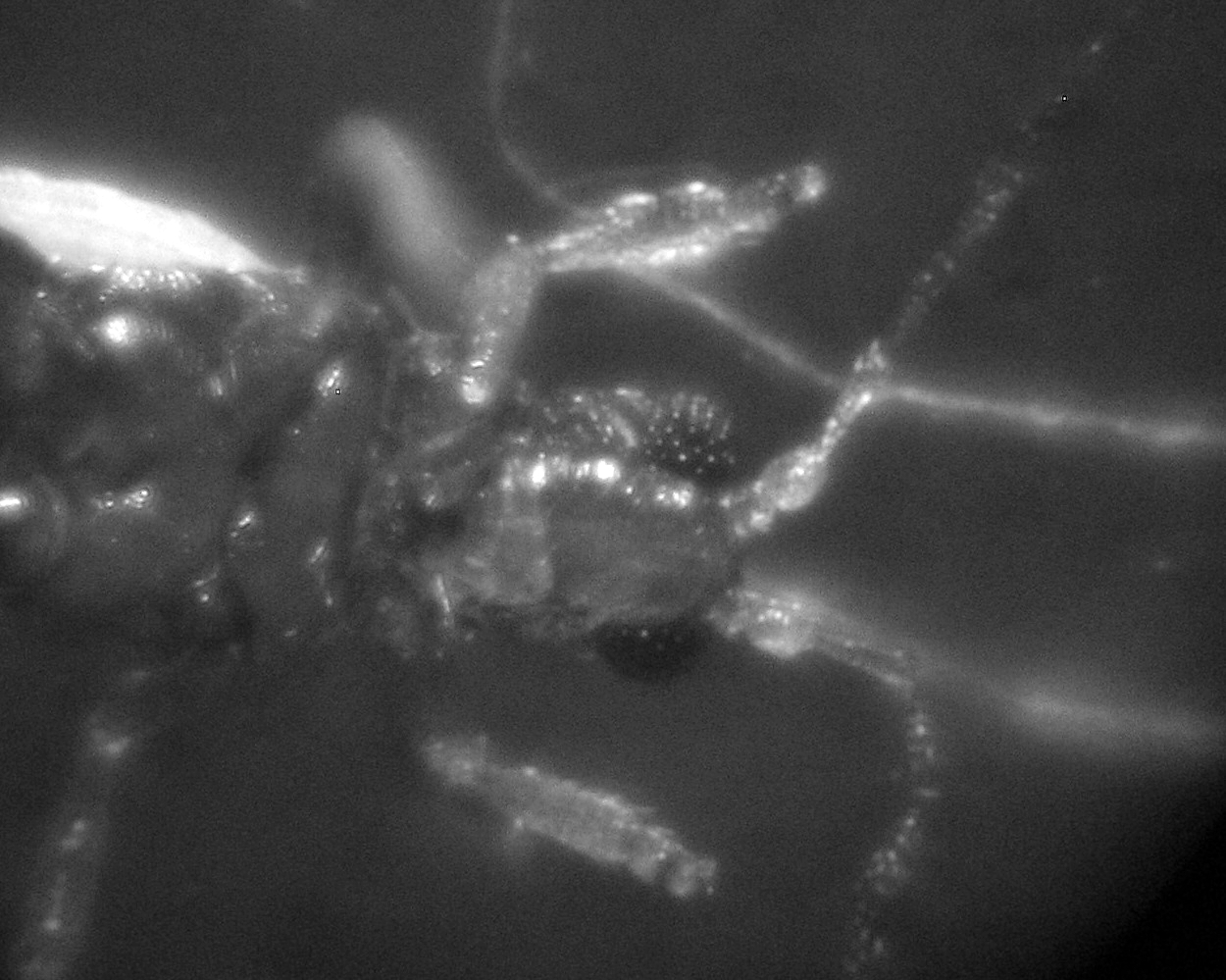
Vorderer Körper eines Thripses von unten

Die meist großen Komplexaugen am Kopf der Fransenflügler dehnen sich auf der Rückenseite (dorsal) bis zum Ocellenhügel und auf der Bauchseite (ventral) bis zu den Genae aus. Die Anzahl der Ommatidien ist von Art zu Art unterschiedlich. Geflügelte Arten tragen zudem in der Regel drei Punktaugen (Ocellen), die auf der Kopfoberseite zwischen den Komplexaugen als gleichseitiges Dreieck angeordnet sind. Die Ocellen liegen dabei etwas erhöht auf einem Ocellenhügel. Das Tentorium ist bei den meisten Fransenflüglern stark zurückgebildet.
Die Geißelantennen der meisten Arten bestehen aus sieben bis acht Gliedern, allgemein kommen aber Antennen mit Längen zwischen vier und neun Gliedern vor. Durch ihre spezielle Einlenkung am Antennenring können sie in alle Richtungen bewegt werden. Im zweiten Antennenglied, dem so genannten Pedicellus ist das Johnstonsche Organ untergebracht. Die Funktion spezieller Sensillen am dritten und vierten Antennenglied ist noch ungeklärt.
Bei Fransenflüglern sind die Mundwerkzeuge asymmetrisch. Dies rührt daher, dass der rechte Oberkiefer (Mandibel) stark zurückgebildet ist und effektiv nur aus einem Basisskelett besteht. Die linke Mandibel hingegen ist, wie bei den anderen Vertretern der Condylognatha (siehe externe Systematik), zu einer Stechborste geformt. Der vordere Abschluss der Mundwerkzeuge, das Labrum, ist meist asymmetrisch und trapezförmig. Die Unterkiefer (Maxillen) sind im Gegensatz zu den Mandibeln und dem Labrum symmetrisch. Sie bestehen bei den Fransenflüglern aus dem Stipes und der Lacinia die zweite Lade (Cardo) ist meist zurückgebildet. Die Laciniae sind derart verwachsen, dass sie ein Saugröhrchen bilden. Die Lippe bzw. das Labium ist in der Mitte verwachsen. Die Mundöffnung liegt hinter dem Cibarium an der Hinter- und Unterseite des Kopfkegels. Beim Saugvorgang wird mit der unpaaren Mandibel ein Loch in die Oberfläche gestoßen, in das dann die paarigen, stilettförmigen Laciniae eingeführt werden. Die Muskeln des Cibariums dienen als Saugpumpe. Alternierend zum Saugen wird Speichel in die Öffnung gepumpt.

#### Thorax
Der Thorax besteht im Wesentlichen aus zwei Teilen: dem Prothorax, der die Verbindung zum Kopfkegel herstellt, und dem Pterothorax. An letzterem sind, wie das im Wortstamm zu erkennende griechische Wort πτερόν (pteron = „Flügel“) bereits andeutet, die Flügel befestigt, so sie bei dem jeweiligen Vertreter vorhanden sind. Der dorsale Bereich des Prothorax, das Pronotum, ist bei den Fransenflüglern trapezförmig bis rechtwinklig und hat eine speziell am Rand charakteristische Beborstung. Die ventrale Seite des Prothorax weist viele Bereiche auf, in denen die Oberfläche aus Membranen besteht.
Der Pterothorax hingegen besteht wiederum aus mehreren Einheiten, nämlich dem Meso- und dem Metathorax. Der Pterothorax ist bei Arten mit Flügeln besonders robust gebaut, bei den Arten ohne Flügel hingegen nur stark vereinfacht vorzufinden.

#### Flügel

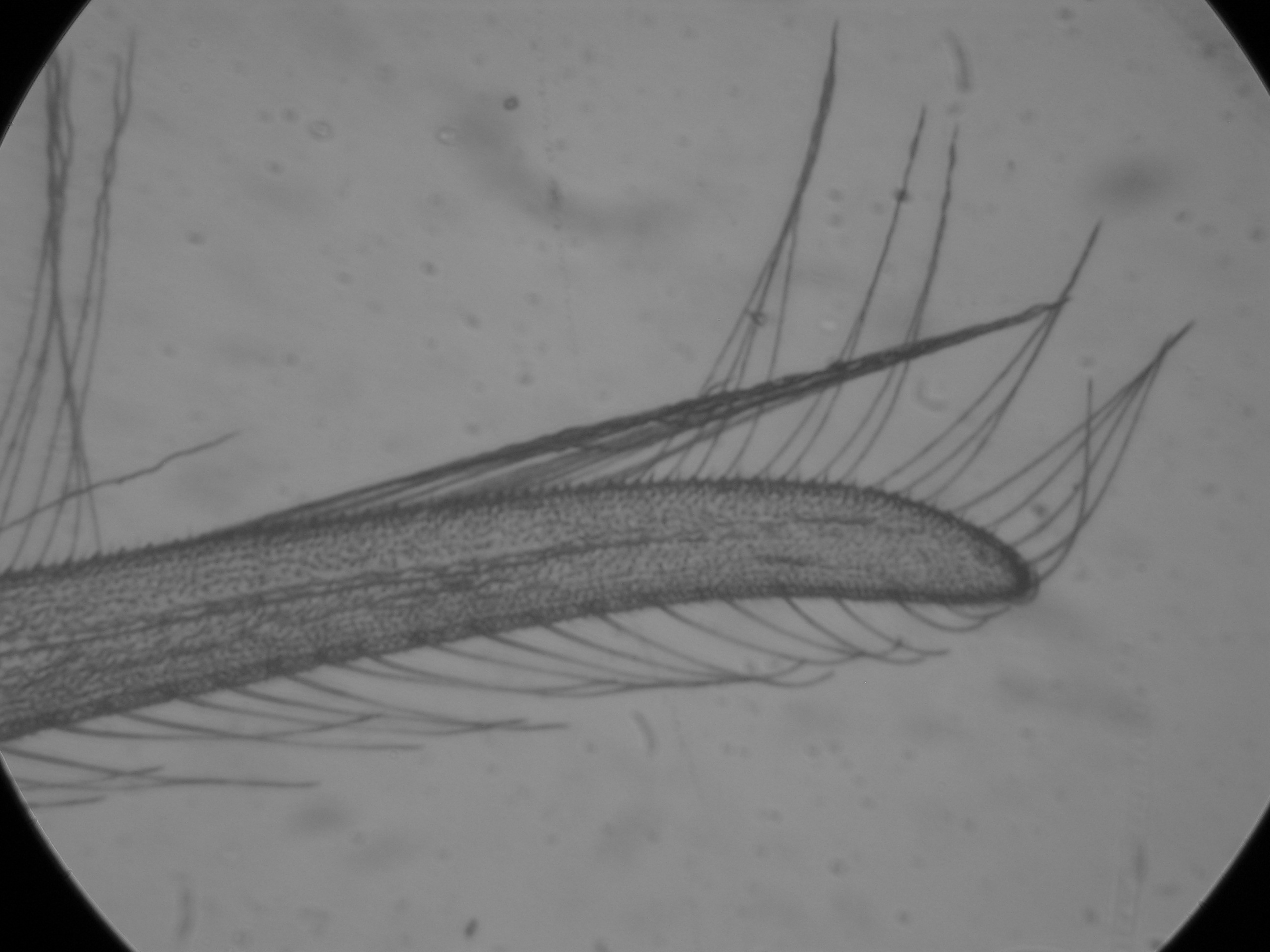
Flügel mit anliegenden und aufgerichteten Fransen

Die Ausprägung der Flügel ist innerhalb der Fransenflügler sehr verschieden. So haben einige Arten keine Flügel, bei anderen sind sie voll ausgebildet und bei wieder anderen Arten existieren Zwischenformen. Auch kann das Vorhandensein vom Geschlecht abhängen; wenn dabei ein Geschlecht flügellos ist, ist es in der Regel das männliche. Nur bei wenigen Arten sind Ausbildung oder Vorhandensein der Flügel auch innerhalb der Art variabel. Bei vielen Arten der Tubulifera scheren die Weibchen ihre Flügel nach der Begattung mechanisch ab. Wenn Flügel vorhanden sind, sind diese 1 bis 1,2 Millimeter lang und weisen etwa 150 bis 200 der namensgebenden Fransen auf, die dem Flügel insgesamt einen normalen Umriss geben. Innerhalb dieser Kontur sind allerdings nur 20 bis 45 % auch wirklich durch Fransen bedeckt. Der Durchmesser der Fransen beträgt 1–2 µm. Die Ausprägung der Flügel und der Fransen ermöglicht durch ihre verschiedenartige Beschaffenheit eine Bestimmung der Unterordnung. So besitzen die Flügel der Terebrantia Adern, ihre Oberfläche ist neben den Fransen von zahlreichen kurzen Haaren (Setae) bedeckt; beides fehlt bei den Tubulifera. Die Fransen bei den Terebrantia sind durch einen Sockel befestigt, der durch seine spezielle Struktur zwei Stellungen zulässt: parallel zum Flügel (in Ruhestellung) und abgespreizt (in Flugstellung). Bei den Tubulifera hingegen sind die Fransen weit in den Flügel hineingewachsen und haben keinen speziellen Sockel, können daher aber auch nicht in ihrer Position verstellt werden. Befestigt sind die Flügel am Pterothorax; sie besitzen am Ansatz eine Verbindung, die eine Kopplung der Flügel bewirkt. In Ruhelage liegen die Flügel auf dem Hinterleib, entweder nebeneinander (Terebrantia) oder übereinander (Tubulifera) – sie sind hier durch spezielle Borsten fixiert.

#### Beine
Die Beine der Fransenflügler sind wie bei allen Insekten in sechs Abschnitte gegliedert. Die Tarsen besitzen nur ein oder zwei Glieder. Die Funktion der teilweise hoch spezialisierten Ausbildungen der verschiedenen Beinteile ist von Art zu Art höchst unterschiedlich. Zum Beispiel ist die Hüfte (Coxa) der Hinterbeine bei vielen Vertretern stärker ausgeprägt und bietet dadurch ein Sprungvermögen. Bemerkenswert sind aber vor allem die für den Namen Blasenfüße verantwortlichen Saugnäpfe (Arolium) der Tarsen, die es dem Tier erlauben, sich an seinem Untergrund regelrecht festzusaugen.

#### Abdomen
Das Abdomen ist aus elf Segmenten aufgebaut. Dabei ist das erste Segment teilweise unter dem Thorax angeordnet und das elfte stark zurückgebildet. Die Genitalien liegen bei den männlichen Tieren auf der Unterseite des neunten, bei den Weibchen auf der Unterseite des achten Segments. Das zehnte Segment lässt wiederum eine Unterscheidung der Unterordnungen zu. So ist dieses bei den Tubulifera röhrenförmig ausgebildet, bei den Terebrantia hingegen kegelartig. Die Weibchen der Terebrantia tragen am Hinterleibsende (8. und 9. Segment) einen gut ausgebildeten, säbelförmigen Legebohrer, der nur bei einer Gattung (Uzelothrips) fehlt. In Ruhestellung wird er meist in eine Vertiefung des Hinterleibs eingelegt. Die Männchen tragen einen Phallus (oder Aedeagus), meist mit zwei Parameren.

### Innere Anatomie

#### Nervensystem
Das im Kopf befindliche Nervensystem der Fransenflügler lässt sich in die drei Hirnbereiche Proto-, Deuto- und Tritocerebrum unterteilen. Aus dem Deutocerebrum tritt der Antennennerv aus, wodurch dieser Teil des Gehirns besonders leicht auffindbar ist. Im Thorax befinden sich wiederum drei Ganglienzentren, die analog zu den Thoraxsegmenten Pro-, Meso- und Metathorakalganglion benannt werden. An diesen enden unter anderem die jeweiligen Bein- und Flügelnerven. Das Nervensystem im Abdomen besteht hauptsächlich aus zwei zu einem Ganglienstrang fusionierten Strängen, die in jedes Segment zwei Nervenenden führen.

#### Verdauungssystem
Die Fransenflügler besitzen, wie alle Insekten, einen dreiteiligen Darm. Die Nahrung wird durch eine Saugpumpe (Cibarialpumpe), bei der ein Hohlraum durch ansetzende Muskeln erweitert und damit Unterdruck erzeugt werden kann, angesaugt. Die Speiseröhre (Oesophagus) ist relativ lang und, verglichen mit derjenigen der Blattläuse, breit. Am Übergang zum Mitteldarm sitzt ein Ventil (Valva, oder Valvula cardiaca) aus einem doppelwandigen Zylinder, der in das Lumen hineinragt, dessen innen liegende Röhre bei Unterdruck kollabiert, es verhindert, das bei Tätigkeit der Cibarialpumpe Nahrungsbrei aus dem Mitteldarm zurückgesaugt wird. Ein zweites, ähnliches Ventil (Valvula pylorica) verhindert Rückfluss vom Enddarm in den Mitteldarm. Der Mitteldarm ist, wie typisch für Insekten, ein einfaches Rohr, das mit einem Epithel aus Zellen mit zahlreichen Mikrovilli ausgekleidet ist, er liegt, artspezifisch verschieden, in mehreren Schleifen, manchmal sind gegeneinander differenzierte Abschnitte erkennbar. Der After befindet sich unter der dorsalen Platte des elften Hinterleibssegments, dem so genannten Epiproct.

#### Atmung und Kreislauf
Die Tracheen der Fransenflügler bestehen hauptsächlich aus zwei auf der Rückenseite seitlich laufenden Hauptsträngen und zwei auf der Bauchseite verlaufenden Nebensträngen. Dabei tritt die Luft durch drei Paare von Stigmen ein. Das Herz liegt im siebenten und achten Abdominalsegment. Von ihm aus läuft die Aorta relativ geradlinig zum Kopf. Das Herz wird über sechs sternförmig angeordnete Muskelstränge gesteuert und auch die Aorta weist eine ausgiebige Muskelummantelung auf.

## Verbreitung
Da Fransenflügler durch ihr geringes Gewicht als Luftplankton mehrere hundert bis tausend Kilometer durch den Wind transportiert werden können, sind sie außer in den Polargebieten überall auf der Welt zu finden. Die weite Verbreitung zahlreicher flügelloser Arten auch über Meere hinweg zeigt, dass aufgrund des geringen Gewichts auch flügellose Individuen wohl gelegentlich auf dem Luftweg verbreitet werden können. Ein weiterer Faktor ist der seit dem Mittelalter einsetzende Handel mit Pflanzen und anderen Waren, der viele Fransenflüglerarten auch heute noch stark verbreitet. Der Verbreitungsschwerpunkt liegt aber dennoch in den Tropen. In Mitteleuropa gibt es derzeit um die 400, weltweit etwa 5.500 Arten. Viele Arten sind an spezielle Wirtspflanzen gebunden.

## Lebensweise

### Flugverhalten
Fransenflügler erreichen Fluggeschwindigkeiten von etwa zehn Zentimetern in der Sekunde. Die Flügelschlagfrequenz ist mit etwa 200 Hz recht hoch, aber geringer als bei vielen anderen sehr kleinen Insekten wie z. B. Stechmücken. Die Tiere erreichen die hohe Schlagfrequenz durch neuronal asynchron erregte Flugmuskeln, bei denen die Frequenz des Flügelschlags nicht durch einzelne Nervenimpulse vorgegeben wird, sondern sich direkt aus der Biomechanik des Flugapparats ergibt. Dementsprechend variieren sie Auftrieb und Vortrieb weniger durch Anpassung des Flügelschlags, sondern mehr durch Veränderung der Fluglage. Für die sehr kleinen Tiere ist die umgebende Luft ein viskoses (zähes) Medium, die Flügel arbeiten bei Reynoldszahlen von etwa 10 und damit eine Größenordnung oder mehr unter denjenigen großer Insekten. Die Flügelfransen bilden hier eine nahezu luftundurchlässige Fläche, die sich in ihren aerodynamischen Eigenschaften nur wenig von einem membranösen Flügel gleichen Umrisses unterscheidet. Die Arbeitsweise der Flügel im Detail, insbesondere die Erzeugung von Auftrieb, ist noch nicht komplett verstanden. Die im Verhältnis zu typischen Windgeschwindigkeiten geringe Fluggeschwindigkeit bedingt, dass Fransenflügler schon in relativ geringer Höhe über der Vegetation nicht mehr imstande sind, gegenüber der Windrichtung eine abweichende Flugrichtung beizubehalten. Für migrierende Individuen ergibt sich daraus, dass sie über die Ausbreitungsrichtung keinerlei Kontrolle besitzen.

### Ernährung

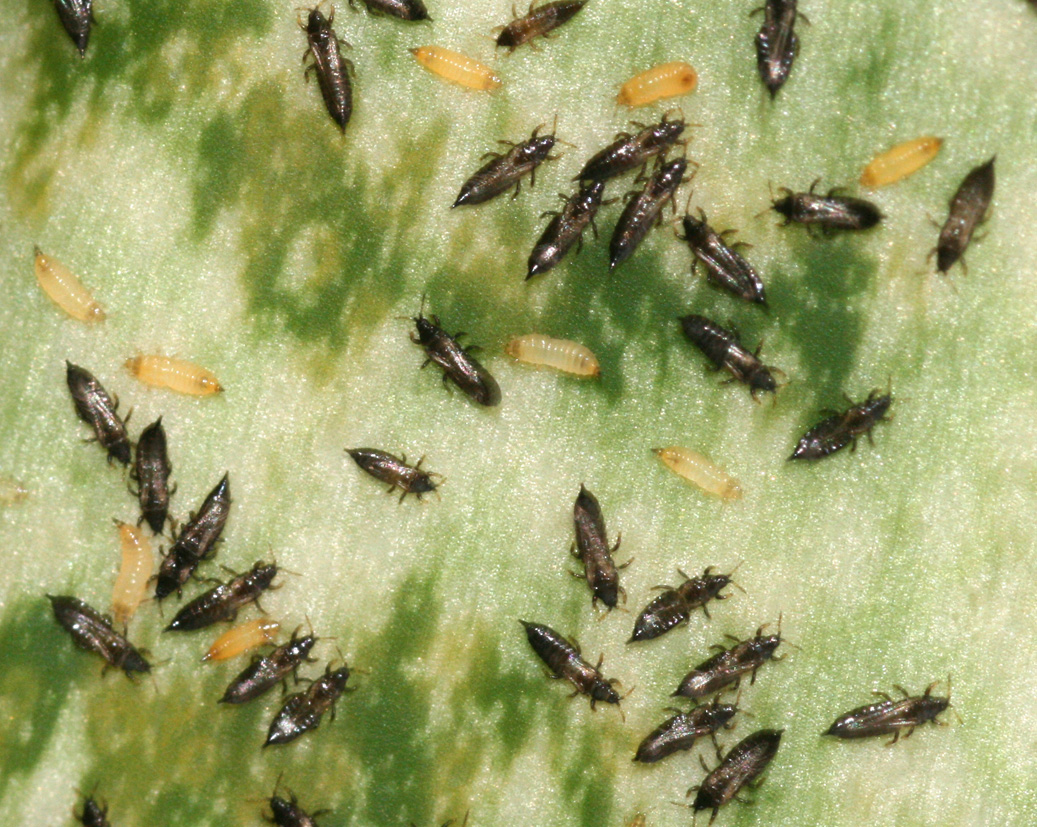
Larven und Imagines von Suocerathrips lingus auf Bogenhanf

Fast alle Terebrantia-Arten (etwa 95 %), aber nur ein geringer Teil der Tubulifera sind Pflanzensauger (Phytophage). Viele Arten ernähren sich von den äußeren Schichten der Blätter, der so genannten Epidermis, und dem darunterliegenden Mesophyll. Sie stechen dabei einzelne Zellen mit ihren Mundwerkzeugen an und saugen die Flüssigkeit heraus. Die betroffenen Zellen werden daraufhin hell und glänzen silbrig. Die Blattschäden ähneln damit denen, die von Spinnmilben verursacht werden. Einige Arten induzieren Pflanzengallen, in deren Innerem sie leben und sich ernähren. Je nach Art werden nur einzelne Pflanzenarten befallen (Monophagie) oder es wird ein breites Spektrum unterschiedlicher Wirtspflanzen genutzt (Polyphagie). Andere Arten sind Blütenbesucher und ernähren sich überwiegend von Pollen. Einige Fransenflügler sind dabei wichtig als Bestäuber. Palmfarne der Gattung Macrozamia sind möglicherweise auf Cycadothrips als Bestäuber angewiesen. In Europa bekannt geworden ist die Bestäubung der Besenheide durch den Heidethrips Taeniothrips ericae auf den windgepeitschten Färöer-Inseln, wo alle sonstigen Bestäuber ausfallen.
Etwa 60 % der Tubulifera ernähren sich von Pilzen, viele von ihnen an totem Holz. Arten aus drei Gattungen (Scolothrips, Karnyothrips und Franklinothrips) sind obligate Räuber, meist von Eiern, Milben, Schildläusen oder auch anderen Fransenflüglern. Räuberische Arten wie Franklinothrips vespiformis stechen die Larven und auch adulte Tiere anderer Fransenflügler an und saugen sie aus. Zahlreiche weitere Arten, z. B. der Familie Aeolothripidae, sind fakultative Räuber, auch der als Schädling gefürchtete Tabakblasenfuß.

### Fortpflanzung und Entwicklung
Viele Fransenflügler-Arten vermehren sich zumindest teilweise mittels Jungfernzeugung, also durch ungeschlechtliche Fortpflanzung. Bei einigen Arten sind alle Individuen Weibchen; Männchen sind bei diesen unbekannt (Thelytokie). Bei der Geschlechtsbestimmung ist bei einigen Arten ein Einfluss der Bakteriengattung Wolbachia nachgewiesen, die in Eizellen parasitiert und die Entwicklung von Männchen bei vielen Insektenarten unterdrücken kann. Das Geschlecht wird bei Fransenflüglern durch Haplodiploidie bestimmt. Ähnlich wie im viel besser bekannten Fall der Hautflügler entstehen daher aus unbefruchteten Eiern immer Männchen. Das Geschlechtsverhältnis ist nur bei wenigen Arten näher untersucht worden, es erwies sich in einigen Fällen als sehr variabel und vom Ernährungszustand, der Besiedlungsdichte und Umweltfaktoren abhängig. Nach Lewis ist das Verhältnis zwischen Weibchen und Männchen bei vielen Arten etwa 4:1.
Zur Kopulation steigt das Männchen auf den Rücken des Weibchens und biegt sein Abdomen asymmetrisch auf die Bauchseite des Weibchens, um seine Spermien in die Vagina einzuführen. Dabei hält es sich mit den Vorderbeinen fest. Die Kopulation dauert je nach Art zwischen einigen Sekunden und mehreren Minuten. Die Weibchen der meisten Arten achten darauf, dass nur eine Paarung vorgenommen wird. Daraufhin legt das Weibchen zwanzig bis mehrere hundert Eier in (Terebrantia) oder auf (Tubulifera) Pflanzengewebe ab. Bei Arten, die sich auch ohne Befruchtung fortpflanzen, kann es bereits im Ovipositor zu einer Embryonalentwicklung kommen.
Die Eier haben die Form eines Ellipsoids und sind – verglichen mit der Größe der Weibchen – relativ groß. Die Entwicklung des Embryos benötigt, abhängig von der Art, zwischen zwei und zwanzig Tage. Die Larven ähneln adulten Fransenflüglern in Gestalt und Lebensweise, sie haben allerdings weder Flügel noch Flügelscheiden. An die zwei Larvenstadien schließt sich ein Präpuppenstadium an. Diese Verwandlung vollzieht sich bei den meisten Arten in ca. 20 Zentimeter Tiefe im Boden. Einzelne Arten gehen aber auch bis zu einer Tiefe von einem Meter in den Boden, wiederum andere bleiben an der Oberfläche. Einige Arten verpuppen sich in einem selbst gesponnenen Kokon. An das Präpuppen-Stadium schließt sich bei den Terebrantia ein weiteres Puppenstadium an, bei den Tubulifera sogar zwei. Die Puppenstadien entsprechen den Puppen der holometabolen Insekten vermutlich nicht direkt, sondern sind konvergent entstanden.
Die Überwinterung der Fransenflügler erfolgt in Mitteleuropa überwiegend im Imaginalstadium, von einigen Arten sind auch überwinternde Larven bekannt. Instabile Habitate wie Getreidefelder verlassen die Tiere fliegend, um spezielle Überwinterungshabitate aufzusuchen. Die Überwinterung erfolgt in der Streu, im Boden und in Spalten und Ritzen, z. B. in Baumrinde. Tiere, die einen Schlupfwinkel suchen, bevorzugen enge Spalten und Ritzen, in denen sie möglichst allseits Körperkontakt haben (Thigmotaxis). Durch dieses Verhalten dringen sie häufig in menschengemachte Spalten ein. Sie können dadurch Rauch- und Feuermelder auslösen (zum Eindringen in Monitore siehe unter Wirtschaftliche Faktoren).
Viele Fransenflügler-Arten können zahlreiche Generationen pro Jahr ausbilden, insbesondere in tropischen Breiten oder dauerwarmen Gewächshäusern. Viele Arten der temperaten Zonen entwickeln allerdings nur eine Generation pro Jahr. Der Entwicklungsrhythmus ist dabei häufig mit dem Blührhythmus der Wirtspflanze korreliert.

### Mimikry
Zur Tarnung vor Feinden bedienen sich verschiedene Fransenflüglerarten der Mimikry. Dabei ist insbesondere die sogenannte Batessche Mimikry bedeutend, bei der ungenießbare oder wehrhafte Tiere in ihrer Erscheinung nachgeahmt werden. Beispielhaft hierfür sind die Vertreter der Gattungen Aeolothrips und Desmothrips, die durch Streifen auf den Flügeln abzuschrecken versuchen. Allgemein sind Tarnungen als kleine Wespen oder Wanzen häufig. Eine Reihe von Arten aus beiden Unterordnungen imitieren in Körperbau und Verhalten Ameisen.

### Symbiose und Parasitismus
Bei pflanzensaugenden Fransenflügler-Arten sind symbiotische Darmbakterien der Gattung Erwinia nachgewiesen worden. Der Einfluss der Bakterien auf die als Pflanzenschädling besonders gut untersuchte Art Frankliniella occidentalis zeigt, dass die Fransenflügler je nach äußeren Bedingungen von den Bakterien profitieren oder Nachteile erleiden können. Obligate Endosymbionten, wie sie von anderen pflanzensaugenden Insektengruppen nachgewiesen worden sind, scheint es bei Fransenflüglern nicht zu geben.
Als spezialisierte Parasitoide von Fransenflüglern sind Erzwespen der Familie Eulophidae bekannt geworden, die in den Larven parasitieren. Die in Frankliniella occidentalis parasitierende Erzwespe Ceranisus menes wurde auf ihre Eignung zur biologischen Schädlingsbekämpfung hin untersucht, ohne dass es bisher zu einem Einsatz gekommen wäre.
Bisher sind nur zwei Fransenflüglerarten entdeckt worden, die selbst auf anderen Tieren parasitieren. Die südamerikanische Art Aulacothrips dictyotus lebt unter den Flügeln bzw. den larvalen Flügelscheiden der Zikadenart Aethalion reticulatum. Aulacothrips verlässt seinen Wirt selten bis nie, sowohl die Puppenruhe als auch die Eiablage erfolgen auf dem Wirt. Jüngst wurde eine zweite parasitische Art der Gattung entdeckt.

### Sozialität
Einige australische Thripsarten, die in selbst erzeugten, blasenartigen Blattgallen von Akazien leben, haben Ansätze von Sozialität entwickelt. Einige Individuen entwickeln sich hier zu „Soldaten“, die sich durch Körpergröße auszeichnen, aber nur eingeschränkte Fortpflanzungsfähigkeit besitzen. Ihre Aufgabe ist die Verteidigung der Galle gegen andere Fransenflügler-Arten, die die Gallen nutzen, ohne sie selbst erzeugen zu können (Kleptoparasiten).
Eine Kleptoparasitenart (Phallothrips houstoni) hat einen bemerkenswerten Lebenszyklus entwickelt. Sie dringt in Gallen ein, die andere Thripsarten (der Gattung Iotatubothrips) auf Kasuarinen erzeugen. Das Weibchen schließt sich hier in ein Kompartiment ein, das durch eine selbst gebaute Trennwand abgegrenzt wird. Ihre erste Nachkommengeneration besteht aus einer Morphe von besonders großen, stark sklerotisierten und flügellosen Tieren. Diese verlassen das Kompartiment, töten anschließend alle Tiere des Gallerzeugers und übernehmen so die Galle für mit ihnen verwandte Nachkommen der eigenen Art.

## Wirtschaftliche Faktoren

### Fransenflügler als Schädlinge

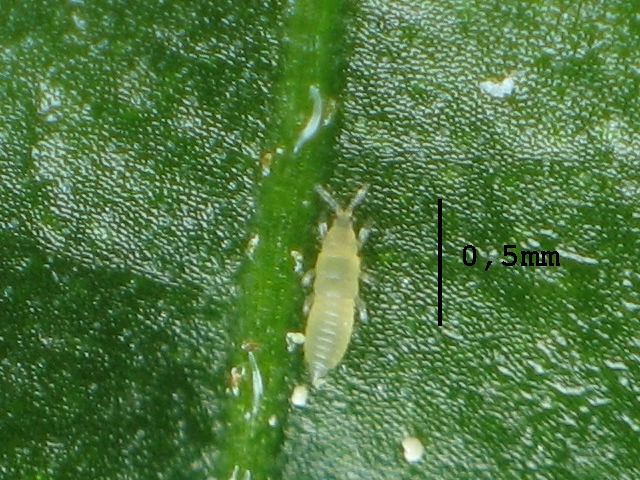
Fransenflügler-Larve auf einer Paprikapflanze

Einige Fransenflügler verursachen Blattschäden bei Pflanzen, daher werden sie als Schädlinge eingestuft und vom Menschen bekämpft. Scirtothrips dorsalis und Heliothrips haemorrhoidalis sind vor allem in subtropischen und tropischen Ländern gefürchtete Schädlinge. Der Hauptschaden liegt dabei in vielen Fällen in der optischen Beeinträchtigung von Früchten oder Blättern (von Zierpflanzen), die den Handelswert stark mindern können. Die meisten als Schädlinge bekanntgewordenen Arten sind polyphage Generalisten. Von den Pflanzenschutzämtern in Deutschland werden 26 heimische Arten als Schädlinge gelistet. Am bedeutsamsten davon ist der Zuwanderer (Neozoon) Frankliniella occidentalis; außerdem von Bedeutung sind Frankliniella intonsa, Thrips tabaci („Zwiebelthrips“) und Parthenothrips dracaenae. In Mitteleuropa sind nur drei Arten als Schädlinge im Getreide von Belang: Limothrips cerealium, Limothrips denticornis und Haplothrips aculeatus. Die Schäden gelten überwiegend als gering. Von den Pflanzenschutzämtern wird der Einsatz von Insektiziden erst bei starkem Befall (Schadensschwellen-Prinzip) empfohlen. Schädlich sind Fransenflügler kaum wegen der direkten Pflanzenschäden (die oft kaum nachweisbar sind), sondern als Vektoren (Überträger) von Viruserkrankungen. Eine Reihe von Arten der Gattung Tospovirus (Bunyaviridae) wird ausschließlich durch Fransenflügler verbreitet (14 Arten als Vektoren bekannt).
Eine Reihe von Fransenflügler-Arten wird zur biologischen Schädlingsbekämpfung, d. h. als Nützlinge, eingesetzt. Am weitesten verbreitet ist der Einsatz von Arten der Gattung Franklinothrips, besonders Franklinothrips vespiformis. Der Einsatz erfolgt dabei ausschließlich in Gewächshäusern, meist gegen andere Thripsarten. Ähnlich wie mit Nutzpflanzen verschleppte Pflanzenschädlinge kann die Art durch ihre Lebensweise leicht ins Freiland entkommen und gilt als eine der 52 in Europa eingeschleppten Arten (Neozoen). Da das Hauptproblem des Einsatzes die Kälteempfindlichkeit dieser tropischen Art in allen Lebensstadien ist, ist eine tatsächliche Ansiedlung im Freiland aber unwahrscheinlich.

### Fransenflügler als Lästlinge
Bei einer Reihe von Fransenflügler-Arten wurde festgestellt, dass sie gelegentlich Menschen stechen, meist im Freien bei schwülwarmer Witterung und massenhaftem Auftreten. Sie durchbohren mit ihren stechenden Mundwerkzeugen die Haut und geben etwas Speichel ab, am häufigsten an den unbekleideten Armen. Die Folge des Stichs sind Hautläsionen und eine rote, entzündliche Schwellung, sehr ähnlich einem Stechmückenstich. Stiche sind sowohl von räuberischen Arten als auch von reinen Pflanzenfressern bekannt, eine Ernährung durch Blut ist in keinem Fall möglich. Man nimmt an, dass die Tiere entweder durch Ausdünstungen der Haut fehlgeleitet werden oder dass sie versuchen, Feuchtigkeit aufzunehmen.

### Fransenflügler und TFT-Monitore

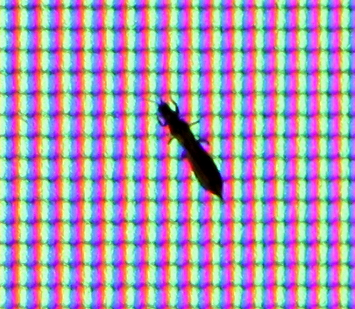
„Gewitterfliege“ in einem TFT-Monitor zwischen Hintergrundbeleuchtung und Frontglas

Für Besitzer von TFT-Monitoren können Fransenflügler mitunter zur Plage werden: Kriecht das Tier durch die Lüftungsschlitze in den Flachbildschirm hinein, kann es zwischen Panelglas und Diffusorfolie gelangen und dort gefangen sein. Ein lebendes, sich bewegendes Insekt ist dabei nicht weniger störend als ein verstorbenes, das an Ort und Stelle im Monitorbild verbleibt. Auf Anfrage des Computermagazins c’t bestätigte Samsung, dass „zwischen Diffusorfolie und TFT-Panel weder Staub, noch Tiere oder Fremdkörper gelangen dürften“. Weitere Hersteller schließen einen Garantiefall nicht aus, da es sich um „unzulässige Schmutzpartikel“ handele, die Abwicklung über die verschiedenen Servicedienstleister gestaltet sich nach Recherchen von Prad.de jedoch unterschiedlich einfach.

### Bekämpfung
Fransenflügler können mittels verschiedener Methoden bekämpft werden. Neben präventiven Methoden, wie Isolation der Pflanze für einige Tage vor der Ausbringung in die Kultur, ist das Abduschen befallener Pflanzen mit Seifenlauge eine relativ einfache Methode, die auch für den häuslichen Gebrauch anwendbar ist. Bei fliegenden Arten helfen auch Klebetafeln in auf Fransenflügler abgestimmten Farben wie hellblau und gelb. Im landwirtschaftlichen Bereich, wo diese Hausmittel nicht zur Anwendung geeignet sind, wird teilweise versucht, durch biologische Schädlingsbekämpfung Herr der Lage zu werden. Hier bietet sich z. B. die Einbringung von Raubmilben der Gattung Amblyseius, räuberisch lebenden Blumenwanzen der Gattung Orius oder von Larven der Florfliege Chrysoperla carnea an. Bei der Ausbringung von Nematoden, wie Steinernema, Heterorhabditis und Thripinema wird versucht, die im Boden lebenden Puppen zu schädigen. Ein weiterer Ansatz besteht in der Nutzung entomopathogener Pilze. Hier ist allerdings das Hauptproblem, dass die benötigte Luftfeuchtigkeit und die auf den Pilz abgestimmten Temperaturen oft schwer zu realisieren sind. Natürlich werden auch Pestizide und Insektizide versprüht. Allerdings können sich dabei durch die teilweise enorme Stückzahl von Fransenflüglern auf einem Feld, die sich ohne Partner vermehren können, resistente Vertreter entwickeln.

## Systematik

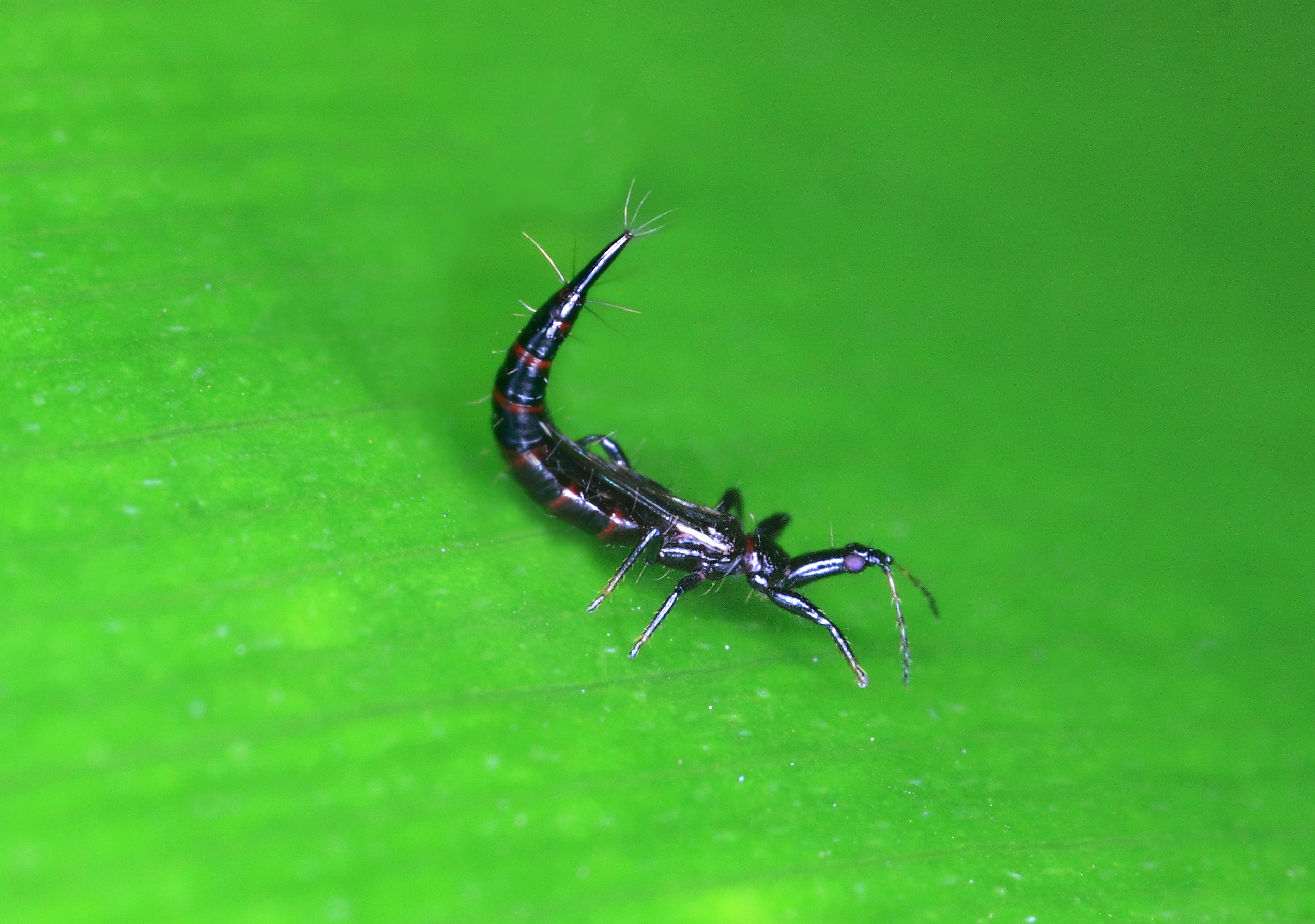
Unbekannte, tropische Art der Tubulifera von Java

### Stammesgeschichte
Die ältesten derzeit bekannten paläontologischen Funde datieren auf die späte Trias, also vor circa 200 Millionen Jahren. Die aus diesem Zeitalter gefundenen Arten Triassothrips virginicus aus Virginia und Kazachothrips triassicus aus Kasachstan lassen sich den Aeolothripidae, einer Familie der Thysanoptera, zuordnen. Aus dem folgenden Jura und der oberen Kreidezeit sind wiederum einige Funde in Eurasien und Nordamerika zu vermelden. Verschiedene kreidezeitliche und tertiäre Bernsteinlagerstätten haben eine formenreiche Fauna dieser Insektenordnung geliefert. Die aus dem eozänen Baltischen Bernstein beschriebenen Arten gehören fast alle zu rezenten Familien, etwa ein Drittel der Arten gehören rezenten Gattungen an.

### Externe Systematik
In der Kladistik wird die Ordnung Thysanoptera der Ordnung der Schnabelkerfe (Hemiptera) innerhalb der Condylognatha gegenübergestellt. Diese wiederum steht innerhalb der Acercaria den Psocodea gegenüber. Die Acercaria bilden vermutlich die dichotome Schwestergruppe der Bodenläuse (Zoraptera) innerhalb der Paraneoptera.
|               | Psocodea (Psocoptera und Phthiraptera)                         |
|               |                                                                |
| Condylognatha | \| \| Schnabelkerfe \| \| \| \| \| \| Thysanoptera \| \| \| \| |
|               | \| \| Schnabelkerfe \| \| \| \| \| \| Thysanoptera \| \| \| \| |
|               | Schnabelkerfe                                                  |
|               |                                                                |
|               | Thysanoptera                                                   |
|               |                                                                |

|  | Schnabelkerfe |
|  |               |
|  | Thysanoptera  |
|  |               |

|               | Psocodea (Psocoptera und Phthiraptera)                         |
|               |                                                                |
| Condylognatha | \| \| Schnabelkerfe \| \| \| \| \| \| Thysanoptera \| \| \| \| |
|               | \| \| Schnabelkerfe \| \| \| \| \| \| Thysanoptera \| \| \| \| |
|               | Schnabelkerfe                                                  |
|               |                                                                |
|               | Thysanoptera                                                   |
|               |                                                                |

|  | Schnabelkerfe |
|  |               |
|  | Thysanoptera  |
|  |               |

### Interne Systematik
Die Thysanopteren werden in die zwei Unterordnungen Tubulifera und Terebrantia unterteilt, diese wiederum in die unten aufgeführten neun Familien. Von ihnen sind nur die Thripidae und die Phlaeothripidae in weitere Unterfamilien unterteilt. Die Systematik auf tieferen Ebenen ist sehr strittig und komplex durch den Umstand, dass über die Jahre etliche monotypische Gattungen beschrieben wurden. Bis heute gibt es keine umfassenden genetischen Untersuchungen der großen Artenfülle (ca. 5.500), die neue Erkenntnisse aus phylogenetischer Sicht brächten. Als urtümlichste Familie mit den meisten plesiomorphen Merkmalen gelten die Merothripidae. Im Folgenden ist die Systematik bis zur Ebene der Unterfamilien dargestellt. Beigefügt sind die Artenzahlen (Mound & Morris 2007 nach der world checklist (vgl. Weblinks)).
- Terebrantia
  - Adiheterothripidae (6 Arten)
  - Aeolothripidae (190 Arten)
  - Fauriellidae (5 Arten)
  - Heterothripidae (70 Arten)
  - Melanthripidae (65 Arten)
  - Merothripidae (15 Arten)
  - Thripidae
    - Dendrothripinae (95 Arten)
    - Panchaetothripinae (125 Arten)
    - Sericothripinae (140 Arten)
    - Thripinae (1.700 Arten)

  - Uzelothripidae (1 Art)
- Tubulifera
  - Phlaeothripidae
    - Idolothripinae (2.800 Arten)
    - Phlaeothripinae (700 Arten)

### Arten (Auswahl)
- Aeolothrips intermedius
- Baliothrips dispar
- Dendrothrips ornatus
- Frankliniella occidentalis
- Idolothrips spectrum
- Kladothrips rugosus
- Limothrips cerealium
- Retithrips syriacus
- Scirothrips dorsalis
- Taeniothrips inconsequens
- Thrips palmi[25]
- Thrips tabaci – Tabakblasenfuß

### Geschichte der Erforschung
Die erste bekannte Abbildung eines Fransenflüglers war die 1691 durch den Jesuitenpater Filippo Bonanni angefertigte Zeichnung eines Vertreters der Gattung Haplothrips. Die nächste Erwähnung findet sich bei Carl de Geer im Jahre 1744. Er prägte mit seiner Beschreibung auch den Namen Phyasapus (Blasenfuß), da ihn die Enden der vorderen Beinpaare allzu stark an Beutel erinnerten. Den Namen Thripse prägte schlussendlich Carl von Linné, als er in seinem Systema naturae 1758 und 1790 11 Arten unter dieser Gattungsbezeichnung zusammenfasste. Johann August Ephraim Goeze schrieb 1778 in seinen Entomologischen Beyträgen … in einer Fußnote: „Dieses Geschlecht [gemeint ist die von Linné beschriebene Gattung Thrips] ist mit gewissen kleinen Bohrkäfern im Holze, welche die Alten Thripse nannten, nicht zu verwechseln.“ Warum Linné diesen Namen wählte, hat er nicht geschrieben.
Der Name Thysanoptera folgte mit der Beschreibung von Alexander Henry Haliday 1836, bei der er auch 33 bis dahin unbekannte Arten beschrieb und die Fransenflügler in den Rang der Ordnung hob. Nach etlichen kleineren Arbeiten diverser Forscher legte Uzel 1895 die Monographie der Ordnung Thysanoptera vor, in der er 135 Arten beschrieb.

## Trivia

### Fransenflügler in der Musik
Unter dem Titel Gewittertierchen ist dem Fransenflügler ein Lied gewidmet. Es befindet sich auf der CD Ohrenpost, dem zweiten Album des Singer/Songwriters Jasper März.